# Pietà per chi cade
Pietà per chi cade è un film del 1954 diretto da Mario Costa.

## Trama
Carlo Savelli, dato per disperso in guerra, ritorna dopo molti anni in Italia. Sua moglie Anna, credendosi libera, ha allacciato una relazione amorosa con Andrea Mari; ma ora, aderendo alla preghiera dell'amante, si reca a Venezia solo per congedarlo. Carlo, trovatili insieme, uccide Andrea. La notizia del dramma cagiona a Bianca, figlia di Carlo e di Anna, un forte trauma nervoso: all'affetto per la madre subentra, nell'animo suo, il disprezzo e quasi l'odio. Bianca trova conforto nelle cure che le prodiga la zia Eugenia, sorella della madre, e nell'amicizia di un valente violinista, Livio Vannini, ch'ella accompagna al piano. Dopo un concerto, il violinista tenta d'usarle violenza: ne viene impedito da Anna, che rivela alla figlia che Livio è sposato. Durante il processo di Carlo, la moglie, per ottenere al marito una mite condanna, dichiara, falsando la verità, di aver avuto rapporti con Mari dopo il ritorno di Carlo. Bianca, colpita dalla generosità dell'atteggiamento materno, incomincia a rendersi conto della verità, che le viene interamente svelata da Livio. Ella apprende così che la zia Eugenia, segretamente innamorata di Carlo, gli ha taciuto le vere intenzioni di Anna, mentre avrebbe potuto scongiurare la tragedia. Bianca corre in cerca della madre, che disperata aveva deciso d'uccidersi, e giunge appena in tempo a impedire il suo folle gesto.

## Produzione
Il film è ascrivibile al filone dei  melodrammi sentimentali, comunemente detto strappalacrime (poi ribattezzato dalla critica con il termine neorealismo d'appendice), allora molto amato dal pubblico italiano.

## Distribuzione
Il film fu distribuito nelle sale cinematografiche italiane il 17 marzo del 1954.